# Jason Newsted
Jason Curtis Newsted (Battle Creek, Míchigan, 4 de marzo de 1963) es un músico estadounidense, conocido por haber sido el bajista de la banda estadounidense de heavy metal Metallica, desde 1986 hasta su renuncia en 2001.
Formó parte la banda de thrash metal Flotsam and Jetsam durante los primeros cinco años de su carrera, antes de unirse a Metallica en octubre de 1986 para suceder a Cliff Burton, fallecido un mes antes. Con Metallica, Newsted grabó los álbumes ...And Justice for All (1988), The Black Album (1991), Load (1996) y Reload (1997).

## Biografía

### Primeros años
Newsted nació el 4 de marzo de 1963 y creció en Battle Creek, Míchigan, Estados Unidos. Desde temprana edad sintió un gran interés hacia el heavy metal y quiso aprender a tocar el bajo cuando conoció a Gene Simmons de Kiss, pero su bajista preferido era Geezer Butler de Black Sabbath. Aprendió a tocar el bajo, cantar y empezó a tocar en bandas locales. Citó a Steve Harris de Iron Maiden, a su antecesor Cliff Burton de Metallica y a Geddy Lee de Rush como sus otras influencias.
A los 18 años de edad, dejó el lugar donde residía, y se trasladó junto a un amigo suyo a California con la esperanza de encontrar el éxito, ya que ahí habían nacido muchas bandas populares de música rock.
En 1982, Newsted decidió mudarse a Phoenix, Arizona, en donde formaría su primera banda concebida "Dogz", que luego sería conocida como Flotsam and Jetsam, con estilo thrash metal. Tres años más tarde Jason firmó su primer contrato con la discográfica Metal Blade Records y la banda grabó su aclamado primer álbum titulado, Doomsday for the Deceiver en julio de 1986.
La banda de Newsted ya estaba empezando a conseguir éxito por toda la región, mientras que una futura banda, Metallica, (de la que tenía gran fanatismo) había vendido 4 millones de discos. El 27 de septiembre de 1986 el bajista de Metallica, Cliff Burton, murió en un trágico accidente de autobús a altas horas de la madrugada, acontecimiento que afectó considerablemente a Jason. Por otra parte, Metallica decidió continuar con su carrera musical y realizó audiciones para conseguir un nuevo bajista, alguien que estuviera a la altura de las circunstancias, Jason que era gran fan de la banda, se presentó con su bajo dispuesto a audicionar.

### Metallica (1986-2001)
En octubre de 1986, Newsted se presentó a la audición de Metallica junto a 39 participantes más. Unas semanas más tarde, Lars Ulrich llamó por teléfono a Newsted para confirmarle que había sido elegido para sustituir a Cliff Burton. El 8 de noviembre, Newsted dio su primer concierto con Metallica.

### ...And Justice for All(1988-1990)
En 1988 lanzaron ...And Justice for All, un disco lleno de riffs oscuros y muy rápidos, pero en los que el bajo es casi nulo, mientras que siempre había sido un elemento importante para la banda. El bajo de Jason fue prácticamente "tapado" por capas y capas de guitarras. Tampoco hicieron uso del talento de Newsted en la composición, excepto en Blackened.
La banda promocionó el disco con una extensa gira de casi dos años, llamada “Damaged Justice Tour”, en la cual Jason Newsted tuvo que soportar numerosas bromas de todo tipo por parte de sus compañeros de banda; solían entrar a su habitación de hotel y arrojar todas sus pertenencias por la ventana al grito de “¡bienvenido a la banda!”, o le ponían una gran cantidad de wasabi en las comidas aprovechando su distracción.

### Metallica (The Black Album)(1990-1993)
En agosto de 1991, Metallica edita un disco homónimo, más conocido como The Black Album el cual contenía temas como "Enter Sandman", "Sad But True", "The Unforgiven", y el reconocido "Nothing Else Matters". Aquí encontramos su segunda aportación propia a la banda (sus primeros créditos aparecen en "Blackened") al escribir el riff de bajo principal para la canción "My Friend Of Misery", que sería su mayor aporte a la banda. La canción fue tocada en directo tal cual aparece en la versión del disco en el tour europeo por los 20 años de The Black Album en 2012, aunque ya sin la presencia de Jason en el bajo. Newsted utilizó siempre el riff de bajo que compuso como parte de su solo de bajo durante sus conciertos. Ese disco fue un éxito a nivel mundial, los colocó en la cima de los rankings y les dio acceso por la puerta grande a la fama. Recibieron numerosos reconocimientos de ventas, entre ellos discos de oro y platino, e incluso consiguieron un disco de diamante en Estados Unidos, tras haber vendido más de 10 millones de copias.
Con semejante éxito, la banda se embarcó nuevamente en una larguísima gira por todo el mundo, que los hizo recorrer Norteamérica, Europa, Asia y Latinoamérica.
A pesar de los años que llevaba como miembro de la banda, Jason seguía siendo tratado como ‘el nuevo’ y seguía siendo blanco de las bromas pesadas y sobre todo de la infravaloración musical que recibía de sus compañeros.
En 1994 Jason se presentó en uno de los conciertos de Pantera para realizar versiones en vivo de canciones clásicas de Metallica como "Seek And Destroy" y "Whiplash". Estos conciertos fueron para promocionar Vulgar Display of Power, álbum de Pantera.

### Load,ReLoad,Garage Inc.yS&M(1995-1999)
Después de la maratónica gira, Metallica se tomó un breve descanso y volvió a la carga en el año 1996, con la edición del disco Load.
Este incluía temas como Until It Sleeps y King Nothing (en donde ambas canciones inician con un riff de bajo), Hero of the Day y Mama Said (que suponen los sencillos del álbum), entre otros.
Al año siguiente, la banda graba ReLoad, un disco que contenía canciones como The Memory Remains, The Unforgiven II y Fuel, uno de los temas preferidos de los fanes en directo. Fue en este, su cuarto disco grabado con la banda, donde también participa en la composición de "Where The Wild Things Are".
Ambos discos estaban pensados para salir como un disco doble, pero la falta de tiempo para terminar de grabar los 13 temas de ReLoad hicieron que la banda se decidiese a sacarlos como discos por separado.
En 1998, Metallica edita el disco doble “Garage Inc.”, el cual contenía versiones como “Whiskey in the Jar”, “Turn the Page” y “Mercyful Fate”.
En 1999 se juntan con la Orquesta Sinfónica de San Francisco para grabar S&M para reversionar sus temas.

### Alejamiento de Metallica (2000-2001)
Jason Newsted, al igual que su predecesor, también tuvo problemas desde que se unió a Metallica. Si Burton tuvo problemas únicamente con Lars, Newsted los tuvo con todo el grupo porque le trataban como si fuera el chivo expiatorio. Jason aguantó hasta el 17 de enero de 2001, que decidió abandonar Metallica, con declaraciones como "Abandono la banda por daño a mi persona, por el daño físico hecho a mí mismo durante los años en que he tocado la música que adoro; creo que debo dar un paso fuera de la banda".
Su alejamiento de la banda dio lugar a especulaciones. Se dijo que era por la poca participación que le permitían tener en la banda, por la falta de respeto continua hacia él, y por las constantes discusiones y la "prohibición" por parte de Hetfield de que Jason tuviera otros proyectos paralelos a Metallica.
Tras la marcha de Newsted, Metallica comenzó a grabar un disco y un documental en el que se apreciaban los problemas de la banda.

### Demos (1994-2001)
Mientras Jason era aún miembro de Metallica realizó varias demos en los periodos de tiempo que tenía libre. Siendo las más conocidas las realizadas bajo los nombres de IR8 y Sexoturica.
El nombre Sexoturica es una combinación de nombres entre Sepultura, Metallica y Exodus, Mientras que IR8 es la abreviatura de Irate.
Con IR8 realizaría un demo en el año 1994, compartiendo protagonismo con Devin Townsend (excantante de Steve Vai y más conocido como guitarrista y líder de Strapping Young Lad) y del baterista de Exodus, Tom Hunting.
Mientras que con Sexoturica, realizaría una demo en el año 1995, esta vez compartiendo responsabilidades con el guitarrista de Sepultura, Andreas Kisser y nuevamente el baterista de Exodus, Tom Hunting.
Ese mismo año realizaría otra demo bajo el nombre de Quarteto da Pingo, que sería una continuación de Sexoturica, contando con Robb Flynn (Machine Head) como vocalista.

### Carrera como solista (2001-Actualidad)

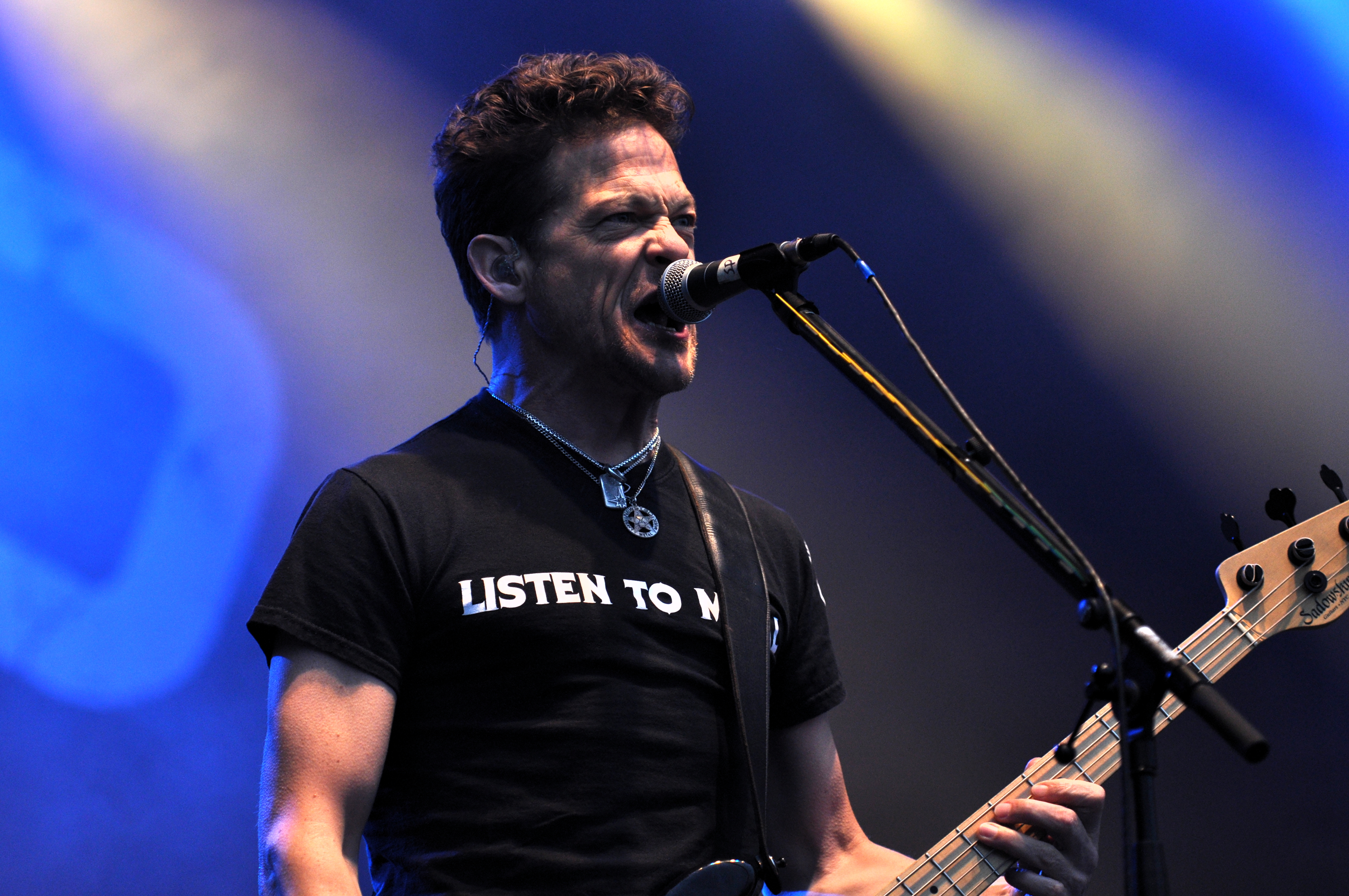
Jason Newsted en 2013 tocando en su actual banda "Newsted".

A comienzos del 2001, después de la salida de Metallica, Jason decide ayudar a unos amigos músicos en un proyecto al cual James Hetfield le había prohibido incluirse, Echobrain.
Ese mismo año, Jason se reunió con sus viejos amigos de la banda canadiense Voivod, ocupando el lugar de bajista. El 4 de marzo de 2001 (el mismo día del cumpleaños de Jason), Voivod edita “Voivod”, su álbum número 13. Para promocionarlo, salen de gira por los Estados Unidos con los brasileños Sepultura. Mientras tanto, Metallica selecciona como nuevo bajista al ex-Suicidal Tendencies Robert Trujillo, hasta el momento bajista de la banda de Ozzy Osbourne, quien en una extraña y pensada maniobra, decide llamar a Jason para ocupar el lugar dejado por Trujillo.
En el año 2002, se editarían de manera conjunta dos de las demos que realizó en la década de los años 90: IR8 y Sexoturica, bajo el sello discográfico de su propiedad, Chophouse Records.
Durante el festival Ozzfest 2003, Newsted tocó con ambas bandas. Por la tarde en un escenario con Voivod y luego, en el escenario principal, como bajista de la banda de Ozzy Osbourne.
Después de eso, Jason Newsted continuó como miembro estable de Voivod y también realizando otros proyectos más pequeños con amigos, pero manteniéndose siempre cerca de la música.
En 2006, tras la muerte de su guitarrista Piggy, Voivod lanzó el disco “Katorz”, que recibió muy buenas críticas.
En 2006 Jason Newsted estuvo embarcado en un proyecto junto a Gilby Clarke (exguitarrista de Guns N' Roses) y Tommy Lee (baterista de Mötley Crüe) en una nueva banda llamada Rock Star Supernova.
Para ello accedieron a participar en un reality show, en el cual se habían dispuesto a encontrar un cantante para dicha banda.
El 13 de septiembre de 2006, eligieron como cantante a un canadiense llamado Lukas Rossi.
El grupo hacía hard-rock, pero era acusado muchas veces de ser "demasiado comercial". El 23 de octubre de 2006, Newsted se lastimó un hombro tratando de mover un amplificador. La rehabilitación requirió tratamiento quirúrgico y fue lenta, con lo cual se vio obligado a abandonar la banda, siendo sustituido por Johnny Colt, exmiembro de The Black Crowes. Ciertas teorías indican que el incidente de su lesión fue tan solo una excusa para salirse del proyecto porque, dicho por él, no estaba nada satisfecho con la baja calidad musical.[cita requerida]
Tras su lesión, trabajó en la pintura que expuso en el 2010.
El 5 de diciembre de 2011 en el Fillmore de San Francisco, Jason fue invitado para tocar Harvester of Sorrow, Damage Inc, King Nothing, Whiplash, Creeping Death, Battery y Seek and Destroy con Metallica, en su 30 Aniversario.
El 15 de noviembre de 2012 advirtió que trabajaba en su nueva banda, la cual llamó como su apellido (Newsted) integrada por Jesús Mendez Jr., Jessie Farnsworth y el mismo Jason. Se anunció que la banda lanzaría su primer disco que sería llamado Metal, incluyendo 4 canciones llamadas Soldierhead, Godsnake, King Of The Underdogs y Skyscraper. Después del anuncio y publicación del disco en iTunes, se inició la grabación del videoclip de Soldierhead. Tras la edición del EP, del cual vendería 6.200 copias en su primera semana en los Estados Unidos, Jason editó en 2013 un nuevo trabajo con once canciones, titulado Heavy Metal Music. Una semana antes del lanzamiento del nuevo álbum, Newsted lanzó el primer sencillo de este en su página web, 'Heroic Dose'.

## Método
Jason prefiere tocar con púa en vez de usar sus dedos. Aunque en ocasiones se le ve tocando con los dedos, como en los videos "King Nothing", “The Unforgiven", "Until It Sleeps", "The Memory Remains", "One", "Nothing Else Matters" y "No Leaf Clover” (aunque se escucha que toca con púa en las dos primeras y en One lo hace al final).
En el documental de Metallica A Year and a Half in the Life of Metallica, explicó que mientras aprendía a tocar su primer bajo no tenía amplificador, así que para poder escucharse tenía que tocar con púa.
Durante sus primeros años en Metallica Jason tocaba bajos de 4 cuerdas estándar. A medida que pasaban los años, se le vio un poco más interesado en los bajos de 5 cuerdas como el Fender Precision 5, y se cree que con estos le resultaba más sencillo ejecutar riffs de bajo.
Jason Newsted también era reconocido en Metallica por sus desgarradoras voces en los coros, por su enérgica presencia en escena, ya que solía correr de un lado a otro del escenario y hacer su característico "Helicopter Headbanging". Además, durante sus años en la banda, era a quien más le gustaba estar conectado con el público, antes y después de los shows y en las firmas de autógrafos.

## Discografía

### Flotsam and Jetsam
- Doomsday for the Deceiver (1986)

### Metallica
- The $5.98 E.P.: Garage Days Re-Revisited (1987)
- ...And Justice for All (1988)
- Metallica (1991)
- Live Shit: Binge & Purge (1993)
- Load (1996)
- ReLoad (1997)
- Garage Inc. (1998)
- S&M (1999)

### Voivod
- Phobos (1998)
- Voivod (2003)
- Katorz (2006)
- Infini (2009)

### Sepultura
- Against - 1998 (como invitado, en la canción “Hatred Aside”)

### UNKLE
- Psyence Fiction - 1998 (como invitado)

### Echobrain
- Echobrain - 2002
- Strange Enjoyment Single - 2002
- Glean - 2004 (como productor ejecutivo)

### Papa Wheelie
- Unipsycho - 2002
- Live Lycanthropy - 2002

### IR8/Sexoturica
- IR8 vs. Sexoturica - 2002

### Moss Brothers
- Electricitation - 2001

### Rock Star Supernova
- Rock Star Supernova (2006)

### WhoCares
- Ian Gillan & Tony Iommi: WhoCares (2012)

### Newsted
- Metal (2013)
- Heavy Metal Music (2013)

### Gov't Mule
- The Deep End, Volume 2

## Equipamiento
- Aria Pro II SB (originalmente propiedad de Cliff Burton)
- Fender Precision Bass 1958
- Sadowsky - Vintage Negro
- Sadowsky - Negro Vintage ( x2 )
- Sadowsky - PJ - Cherry Sunburst y Caramel Sunburst
- Sadowsky - Vintage - Lake Placid Blue (4 y 5 cuerdas)
- Sadowsky - Vintage - Cherry Sunburst
- Sadowsky - Negro Vintage - 24 Fret (x2)
- Alembic - Elan
- Alembic - Europa - Serie II
- Alembic Spoiler Negro (4 cuerdas)
- Alembic - Persuader - Negro (4 cuerdas)
- Alembic – modelo 20° Aniversario
- ESP Horizon Rojo (5 cuerdas) ESP B- 1 - Negro (4 cuerdas)
- 1981 Spector NS- 2 - Negro
- Stuart Spector Design JN- 4, JN -5, y JN- 6
- Wal MKII - Negro
- Hamer - bajo de 12 cuerdas
- Zon Legacy Elite fretless de 5 cuerdas y Sonus Especial de 5 cuerdas
- Rickenbacker 4003 - blanco (4 cuerdas)
- Dingwall Voodoo Bass